# Eccitazione collisionale
L'eccitazione collisionale è un processo che genera linee spettrali nello spettro elettromagnetico di un oggetto astronomico di natura non stellare, come una nebulosa planetaria o una regione HII.
In questi oggetti, la gran parte degli atomi è ionizzata dai fotoni irradiati dalle calde stelle centrali o che si trovano all'interno della nebulosa. Gli elettroni emessi (chiamati fotoelettroni) possono collidere con altri atomi o ioni presenti nel gas che forma la nebulosa o la regione HII: in seguito alla collisione l'atomo o lo ione risulterà eccitato.  A seconda della densità del gas, gli atomi e gli ioni eccitati torneranno allo stato fondamentale mediante decadimento spontaneo o de-eccitazione collisionale:
- se la densità è minore di una certa densità critica (il cui valore varia a seconda dell'atomo o dello ione considerato), il processo che riporta l'atomo allo stato fondamentale è il decadimento spontaneo, con il quale l'elettrone sul livello eccitato decade emettendo un fotone. Le linee spettrali formate da questi fotoni sono chiamate linee di eccitazione collisionale.
- se la densità è maggiore della densità critica, il processo che riporta l'atomo allo stato fondamentale è la de-eccitazione collisionale:  l'atomo eccitato subisce un'altra collisione con un altro elettrone prima di avere avuto il tempo di decadere spontaneamente: torna così allo stato fondamentale trasferendo energia all'elettrone libero, il quale aumenta in questo modo la propria energia cinetica. Con la de-eccitazione collisionale non è emessa alcuna radiazione.

L'assenza di linee di eccitazione collisionali nello spettro della regione gassosa osservata implica che si tratta di una regione ad alta densità. 
Anche il vacuum più solido prodotto sulla Terra è troppo denso per poter generare le linee di eccitazione collisionale. Per questa ragione, quando le linee di eccitazione collisionale furono osservate per la prima volta da William Huggins nello spettro della Nebulosa Occhio di Gatto, egli, non conoscendone la natura, le attribuì ad un ipotetico nuovo elemento che chiamò nebulium. Tuttavia, le linee che egli osservò furono in seguito riconosciute come emesse dal gas ossigeno estremamente rarefatto.
Le linee di eccitazione collisionale sono molto importanti nello studio delle nebulose, poiché possono essere utilizzate per determinare la densità e la temperatura dei gas.
| Controllo di autorità | GND (DE) 4392774-9 |